# Jaktorów (plaats)
Jaktorów is een dorp in het Poolse woiwodschap Mazovië, in het district Grodziski (Mazovië). De plaats maakt deel uit van de gemeente Jaktorów en telt 910 inwoners.

## Verkeer en vervoer
- Station Jaktorów